# Puente atirantado flotante
Un puente atirantado flotante es un tipo de puente atirantado en el que las torres flotan sobre un material sumergido con patas de tensión, atado al lecho marino para flotar. De momento, no se ha construido ni planificado ningún puente atirantado flotante, pero en Noruega se ha planeado un puente colgante flotante. Este puente podría ser más estable horizontalmente que los puentes colgantes flotantes. Las fuerzas laterales del viento y del agua plantean un problema que podría solucionarse colocando cables atados en diferentes ángulos desde la plataforma flotante hasta el fondo marino.